# Natação nos Jogos Paralímpicos de Verão de 2012 - 100 m costas feminino
As competições de 100 metros costas feminino da natação nos Jogos Paralímpicos de Verão de 2012 foram disputadas entre os dias 30 de agosto e 5 de setembro no Centro Aquático de Londres, na capital britânica. Participaram desse evento atletas de 8 classes diferentes de deficiência.

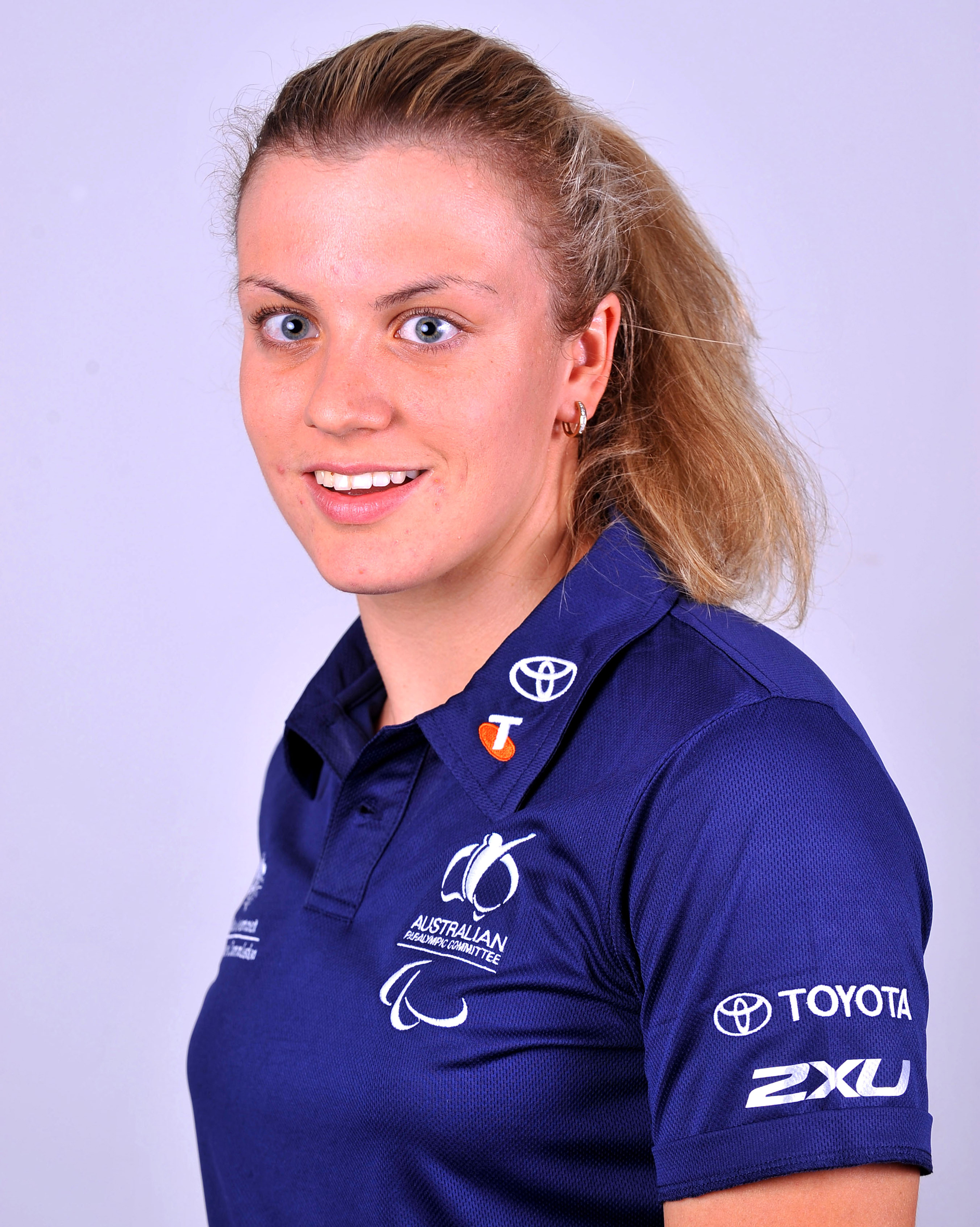
A australiana Jacqueline Freney ficou com a medalha de ouro nos 100 metros costas S7.

## Medalhistas

### Classe S6
| Ouro   | CHN Lu Dong                |
| Prata  | GBR Nyree Kindred          |
| Bronze | NED Mirjam De Koning-Peper |

### Classe S7
| Ouro   | AUS Jacqueline Freney |
| Prata  | GER Kirsten Bruhn     |
| Bronze | USA Cortney Jordan    |

### Classe S8
| Ouro   | GBR Heather Frederiksen |
| Prata  | USA Jessica Long        |
| Bronze | RUS Olesya Vladykina    |

### Classe S9
| Ouro   | AUS Ellie Cole         |
| Prata  | GBR Stephanie Millward |
| Bronze | USA Elizabeth Stone    |

### Classe S10
| Ouro   | CAN Summer Ashley Mortimer |
| Prata  | NZL Sophie Pascoe          |
| Bronze | RSA Shireen Sapiro         |

### Classe S11
| Ouro   | JPN Rina Akiyama      |
| Prata  | NZL Mary Fisher       |
| Bronze | ITA Cecilia Camellini |

### Classe S12
| Ouro   | RUS Oxana Savchenko |
| Prata  | AZE Natali Pronina  |
| Bronze | GBR Hannah Russell  |

### Classe S14
| Ouro   | IRL Bethany Firth       |
| Prata  | AUS Taylor Corry        |
| Bronze | NED Marlou van der Kulk |

## S6

### Eliminatórias

#### Eliminatória 1
| Pos. | Raia | Atleta                       | Tempo   | Notas |
| ---- | ---- | ---------------------------- | ------- | ----- |
| 1    | 4    | CHN Lu Dong                  | 1:28.18 | Q     |
| 2    | 3    | UKR Oksana Khrul             | 1:31.71 | Q     |
| 3    | 5    | RUS Anastasia Diodorova      | 1:33.61 | Q     |
| 4    | 6    | MEX Vianney Trejo Delgadillo | 1:36.64 |       |
| 5    | 2    | HUN Fanni Illés              | 1:39.74 |       |
| 6    | 7    | ISR Inbal Ganapol Shwartz    | 1:44.43 |       |
| 7    | 1    | ESP Lorena Homar López       | 1:49.63 |       |
| 8    | 8    | MEX Karina Domingo Bello     | 1:49.65 |       |

#### Eliminatória 2
| Pos. | Raia | Atleta                     | Tempo   | Notas |
| ---- | ---- | -------------------------- | ------- | ----- |
| 1    | 5    | GBR Nyree Kindred          | 1:27.96 | Q     |
| 2    | 4    | NED Mirjam de Koning-Peper | 1:29.86 | Q     |
| 3    | 3    | ESP Julia Castello Farre   | 1:31.78 | Q     |
| 4    | 6    | CHN Jiang Fuying           | 1:32.22 | Q     |
| 5    | 2    | ITA Emanuela Romano        | 1:34.78 | Q     |
| 6    | 7    | MEX Doramitzi González     | 1:39.32 |       |
| 7    | 8    | USA Noga Nir-Kistler       | 1:46.26 |       |
| 8    | 1    | AUT Sabine Weber-Treiber   | 1:50.25 |       |

### Final
| Pos.   | Raia | Atleta                     | Tempo   | Notas           |
| ------ | ---- | -------------------------- | ------- | --------------- |
| Ouro   | 5    | CHN Lu Dong                | 1:24.71 | Recorde mundial |
| Prata  | 4    | GBR Nyree Kindred          | 1:26.23 |                 |
| Bronze | 3    | NED Mirjam de Koning-Peper | 1:29.04 |                 |
| 4      | 6    | UKR Oksana Khrul           | 1:29.95 |                 |
| 5      | 2    | ESP Julia Castello Farre   | 1:31.67 |                 |
| 6      | 7    | CHN Jiang Fuying           | 1:33.32 |                 |
| 7      | 8    | ITA Emanuela Romano        | 1:33.90 |                 |
| 8      | 1    | RUS Anastasia Diodorova    | 1:34.48 |                 |

## S7

### Eliminatórias

#### Eliminatória 1
| Pos. | Raia | Atleta                          | Tempo   | Notas            |
| ---- | ---- | ------------------------------- | ------- | ---------------- |
| 1    | 5    | AUS Jacqueline Freney           | 1:23.34 | Q                |
| 2    | 3    | GBR Susannah Rodgers            | 1:26.09 | Q                |
| 3    | 4    | NZL Rebecca Dubber              | 1:26.26 | Q                |
| 4    | 6    | CAN Brianna Nelson              | 1:29.30 | Q                |
| 5    | 2    | CAN Sarah Mehain                | 1:31.07 |                  |
| 6    | 7    | KOR Kim Jieun                   | 1:33.41 | Recorde asiático |
| 7    | 1    | RUS Oxana Guseva                | 1:35.09 |                  |
| 8    | 8    | NOR Mina Marie Heyerdal Klausen | 1:38.75 |                  |

#### Eliminatória 2
| Pos. | Raia | Atleta                             | Tempo   | Notas |
| ---- | ---- | ---------------------------------- | ------- | ----- |
| 1    | 4    | GER Kirsten Bruhn                  | 1:25.12 | Q     |
| 2    | 3    | USA Cortney Jordan                 | 1:27.62 | Q     |
| 3    | 5    | AUS Katrina Porter                 | 1:27.80 | Q     |
| 4    | 2    | CHN Zhang Ying                     | 1:27.89 | Q     |
| 5    | 7    | GER Verena Schott                  | 1:30.43 |       |
| 6    | 1    | MEX Jessica Sarai Aviles Hernandez | 1:37.28 |       |
| 7    | 6    | BRA Susana Ribeiro                 | 1:39.28 |       |
| 8    | 8    | FIN Meri-Maari Mäkinen             | 1:42.69 |       |

### Final
| Pos.   | Raia | Atleta                | Tempo   | Notas               |
| ------ | ---- | --------------------- | ------- | ------------------- |
| Ouro   | 4    | AUS Jacqueline Freney | 1:22.84 | Recorde paralímpico |
| Prata  | 5    | GER Kirsten Bruhn     | 1:25.22 |                     |
| Bronze | 2    | USA Cortney Jordan    | 1:25.33 |                     |
| 4      | 1    | CHN Zhang Ying        | 1:25.63 | Recorde asiático    |
| 5      | 6    | NZL Rebecca Dubber    | 1:25.80 |                     |
| 6      | 3    | GBR Susannah Rodgers  | 1:26.03 |                     |
| 7      | 7    | AUS Katrina Porter    | 1:26.64 |                     |
| 8      | 8    | CAN Brianna Nelson    | 1:30.17 |                     |

## S8

### Eliminatórias

#### Eliminatória 1
| Pos. | Raia | Atleta                | Tempo   | Notas |
| ---- | ---- | --------------------- | ------- | ----- |
| 1    | 4    | USA Jessica Long      | 1:21.75 | Q     |
| 2    | 5    | RUS Olesya Vladykina  | 1:21.82 | Q     |
| 3    | 3    | CHN Jin Xiaoqin       | 1:23.46 | Q     |
| 4    | 6    | USA Mallory Weggemann | 1:24.18 | Q     |
| 5    | 2    | AUS Maddison Elliott  | 1:24.34 | Q     |
| 6    | 7    | RUS Ksenia Sogomonyan | 1:27.57 |       |
| 7    | 1    | CHN Guan Xiangnan     | 1:27.62 |       |

#### Eliminatória 2
| Pos. | Raia | Atleta                            | Tempo   | Notas |
| ---- | ---- | --------------------------------- | ------- | ----- |
| 1    | 4    | GBR Heather Frederiksen           | 1:17.63 | Q     |
| 2    | 5    | NOR Mariann Vestbøstad Marthinsen | 1:23.05 | Q     |
| 3    | 3    | CHN Lu Weiyuan                    | 1:24.31 | Q     |
| 4    | 2    | GER Stefanie Weinberg             | 1:24.71 |       |
| 5    | 1    | UKR Kateryna Istomina             | 1:26.78 |       |
| 6    | 7    | CAN Camille Berube                | 1:26.96 |       |
| 7    | 6    | USA Amanda Everlove               | 1:28.30 |       |
| —    | 8    | CAN Sarah Mailhot                 | DNS     |       |

### Final
| Pos.   | Raia | Atleta                            | Tempo   | Notas |
| ------ | ---- | --------------------------------- | ------- | ----- |
| Ouro   | 4    | GBR Heather Frederiksen           | 1:17.00 |       |
| Prata  | 5    | USA Jessica Long                  | 1:18.67 |       |
| Bronze | 3    | RUS Olesya Vladykina              | 1:20.20 |       |
| 4      | 6    | NOR Mariann Vestbøstad Marthinsen | 1:22.17 |       |
| 5      | 2    | CHN Jin Xiaoqin                   | 1:22.99 |       |
| 6      | 8    | AUS Maddison Elliott              | 1:23.25 |       |
| 7      | 7    | USA Mallory Weggemann             | 1:23.36 |       |
| 8      | 1    | CHN Lu Weiyuan                    | 1:23.56 |       |

## S9

### Eliminatória

#### Eliminatória 1
| Pos. | Raia | Atleta              | Tempo   | Notas |
| ---- | ---- | ------------------- | ------- | ----- |
| 1    | 4    | AUS Ellie Cole      | 1:10.74 | Q     |
| 2    | 5    | USA Elizabeth Stone | 1:13.28 | Q     |
| 3    | 3    | CHN Dun Longjuan    | 1:14.99 | Q     |
| 4    | 6    | RSA Emily Gray      | 1:15.59 | Q     |
| 5    | 2    | TRI Shanntol Ince   | 1:22.14 |       |

#### Eliminatória 2
| Pos. | Raia | Atleta                 | Tempo   | Notas |
| ---- | ---- | ---------------------- | ------- | ----- |
| 1    | 5    | GBR Stephanie Millward | 1:10.81 | Q     |
| 2    | 4    | RSA Natalie du Toit    | 1:12.54 | Q     |
| 3    | 3    | GBR Amy Marren         | 1:14.21 | Q     |
| 4    | 2    | GER Christiane Reppe   | 1:17.55 | Q     |
| 5    | 6    | CHN Lin Ping           | 1:19.32 |       |

### Final
| Pos.   | Raia | Atleta                 | Tempo   | Notas              |
| ------ | ---- | ---------------------- | ------- | ------------------ |
| Ouro   | 4    | AUS Ellie Cole         | 1:09.42 | Recorde da Oceania |
| Prata  | 5    | GBR Stephanie Millward | 1:11.07 |                    |
| Bronze | 6    | USA Elizabeth Stone    | 1:12.28 |                    |
| 4      | 3    | RSA Natalie du Toit    | 1:12.56 |                    |
| 5      | 2    | GBR Amy Marren         | 1:14.31 |                    |
| 6      | 7    | CHN Dun Longjuan       | 1:15.48 |                    |
| 7      | 1    | RSA Emily Gray         | 1:16.65 |                    |
| 8      | 8    | GER Christiane Reppe   | 1:17.88 |                    |

## S10

### Eliminatórias

#### Eliminatória 1
| Pos. | Raia | Atleta                | Tempo   | Notas |
| ---- | ---- | --------------------- | ------- | ----- |
| 1    | 4    | NZL Sophie Pascoe     | 1:07.77 | Q     |
| 2    | 5    | AUS Katherine Downie  | 1:12.50 | Q     |
| 3    | 3    | USA Susan Beth Scott  | 1:12.95 | Q     |
| 4    | 6    | NED Marije Oosterhuis | 1:14.42 |       |
| 5    | 2    | ESP Esther Morales    | 1:16.46 |       |
| 6    | 7    | CHI Francisca Castro  | 1:17.71 |       |

#### Eliminatória 2
| Pos. | Raia | Atleta                              | Tempo   | Notas |
| ---- | ---- | ----------------------------------- | ------- | ----- |
| 1    | 5    | RSA Shireen Sapiro                  | 1:09.46 | Q     |
| 2    | 4    | CAN Summer Ashley Mortimer          | 1:09.92 | Q     |
| 3    | 3    | RUS Nina Ryabova                    | 1:11.46 | Q     |
| 4    | 6    | CAN Aurélie Rivard                  | 1:12.70 | Q     |
| 5    | 2    | FRA Anaelle Roulet                  | 1:14.16 | Q     |
| 6    | 7    | ESP Isabel Yinghua Hernández Santos | 1:16.66 |       |
| 7    | 1    | POL Katarzyna Pawlik                | 1:18.49 |       |

### Final
| Pos.   | Raia | Atleta                     | Tempo   | Notas              |
| ------ | ---- | -------------------------- | ------- | ------------------ |
| Ouro   | 3    | CAN Summer Ashley Mortimer | 1:05.90 | Recorde mundial    |
| Prata  | 4    | NZL Sophie Pascoe          | 1:06.69 | Recorde da Oceania |
| Bronze | 5    | RSA Shireen Sapiro         | 1:09.02 | Recorde africano   |
| 4      | 2    | AUS Katherine Downie       | 1:11.40 |                    |
| 5      | 7    | CAN Aurélie Rivard         | 1:11.92 |                    |
| 6      | 1    | USA Susan Beth Scott       | 1:12.07 |                    |
| 7      | 6    | RUS Nina Ryabova           | 1:12.27 |                    |
| 8      | 8    | FRA Anaelle Roulet         | 1:13.97 |                    |

## S11

### Eliminatória

#### Eliminatória 1
| Pos. | Raia | Atleta                  | Tempo   | Notas |
| ---- | ---- | ----------------------- | ------- | ----- |
| 1    | 4    | ITA Cecilia Camellini   | 1:25.63 | Q     |
| 2    | 3    | RUS Olga Sokolova       | 1:25.76 | Q     |
| 3    | 5    | NZL Aine Kelly-Costello | 1:26.57 | Q     |
| 4    | 6    | CAN Amber Thomas        | 1:27.71 |       |
| 5    | 2    | FRA Stéphanie Douard    | 1:28.98 |       |

#### Eliminatória 2
| Pos. | Raia | Atleta                | Tempo   | Notas |
| ---- | ---- | --------------------- | ------- | ----- |
| 1    | 3    | NZL Mary Fisher       | 1:20.89 | Q     |
| 2    | 5    | GER Daniela Schulte   | 1:20.92 | Q     |
| 3    | 4    | JPN Rina Akiyama      | 1:22.47 | Q     |
| 4    | 2    | UKR Maryna Piddubna   | 1:26.87 | Q     |
| 5    | 6    | JPN Chikako Ono       | 1:27.10 | Q     |
| 6    | 7    | USA Letticia Martinez | 1:27.85 |       |

### Final
| Pos.   | Raia | Atleta                  | Tempo   | Notas               |
| ------ | ---- | ----------------------- | ------- | ------------------- |
| Ouro   | 3    | JPN Rina Akiyama        | 1:19.50 | Recorde paralímpico |
| Prata  | 4    | NZL Mary Fisher         | 1:19.62 | Recorde da Oceania  |
| Bronze | 6    | ITA Cecilia Camellini   | 1:19.91 |                     |
| 4      | 5    | GER Daniela Schulte     | 1:20.09 |                     |
| 5      | 1    | UKR Maryna Piddubna     | 1:24.32 |                     |
| 6      | 7    | NZL Aine Kelly-Costello | 1:24.70 |                     |
| 7      | 2    | RUS Olga Sokolova       | 1:25.13 |                     |
| 8      | 8    | JPN Chikako Ono         | 1:27.55 |                     |

## S12

### Eliminatórias

#### Eliminatória 1
| Pos. | Raia | Atleta              | Tempo   | Notas |
| ---- | ---- | ------------------- | ------- | ----- |
| 1    | 4    | RUS Oxana Savchenko | 1:13.29 | Q     |
| 2    | 5    | UKR Yaryna Matlo    | 1:16.61 | Q     |
| 3    | 6    | UKR Maryna Shtal    | 1:23.90 | Q     |
| 4    | 2    | CZE Nicole Fričová  | 1:29.39 |       |
| —    | 3    | ESP Amaya Alonso    | DSQ     |       |

#### Eliminatória 2
| Pos. | Raia | Atleta                                 | Tempo   | Notas |
| ---- | ---- | -------------------------------------- | ------- | ----- |
| 1    | 4    | GBR Hannah Russell                     | 1:11.18 | Q     |
| 2    | 6    | AZE Natali Pronina                     | 1:12.79 | Q     |
| 3    | 5    | RUS Anna Efimenko                      | 1:15.69 | Q     |
| 4    | 3    | SVK Karina Petrikovičová               | 1:19.56 | Q     |
| 5    | 2    | BRA Raquel Viel                        | 1:21.74 | Q     |
| 6    | 7    | MEX Matilde Estefania Alcazar Figueroa | 1:34.39 |       |

### Final
| Pos.   | Raia | Atleta                   | Tempo   | Notas           |
| ------ | ---- | ------------------------ | ------- | --------------- |
| Ouro   | 3    | RUS Oxana Savchenko      | 1:07.99 | Recorde mundial |
| Prata  | 5    | AZE Natali Pronina       | 1:09.46 |                 |
| Bronze | 4    | GBR Hannah Russell       | 1:10.15 |                 |
| 4      | 6    | RUS Anna Efimenko        | 1:12.58 |                 |
| 5      | 2    | UKR Yaryna Matlo         | 1:13.74 |                 |
| 6      | 7    | SVK Karina Petrikovičová | 1:20.48 |                 |
| 7      | 1    | BRA Raquel Viel          | 1:21.10 |                 |
| 8      | 8    | UKR Maryna Shtal         | 1:22.11 |                 |

## S14

### Eliminatórias

#### Eliminatória 1
| Pos. | Raia | Atleta                         | Tempo   | Notas |
| ---- | ---- | ------------------------------ | ------- | ----- |
| 1    | 4    | AUS Kayla Clarke               | 1:11.29 | Q     |
| 2    | 5    | AUS Taylor Corry               | 1:11.70 | Q     |
| 3    | 3    | AUS Kara Leo                   | 1:17.15 |       |
| 4    | 6    | CAN Kirstie Kasko              | 1:19.84 |       |
| 5    | 2    | ISL Kolbrún Alda Stefánsdóttir | 1:21.61 |       |
| 6    | 7    | CZE Adéla Miková               | 1:26.06 |       |

#### Eliminatória 2
| Pos. | Raia | Atleta                            | Tempo   | Notas |
| ---- | ---- | --------------------------------- | ------- | ----- |
| 1    | 5    | GBR Jessica-Jane Applegate        | 1:10.32 | Q     |
| 2    | 4    | IRL Bethany Firth                 | 1:10.33 | Q     |
| 3    | 3    | HKG Leung Shu Hang                | 1:14.09 | Q     |
| 4    | 2    | SWE Pernilla Lindberg             | 1:18.38 |       |
| 5    | 6    | BEL Tamara Medarts                | 1:20.61 |       |
| 6    | 7    | MEX Mariana Diáz de la Vega Parra | 1:24.26 |       |

#### Eliminatória 3
| Pos. | Raia | Atleta                      | Tempo   | Notas |
| ---- | ---- | --------------------------- | ------- | ----- |
| 1    | 5    | GBR Chloe Davies            | 1:09.22 | Q     |
| 2    | 4    | NED Marlou van der Kulk     | 1:09.98 | Q     |
| 3    | 3    | GBR Natalie Massey          | 1:11.89 | Q     |
| 4    | 6    | HKG Chow Yuen Ying          | 1:18.79 |       |
| 5    | 7    | ESP Michelle Alonso Morales | 1:22.71 |       |
| —    | 2    | CAN Jana Murphy             | DNS     |       |

### Final
| Pos.   | Raia | Atleta                     | Tempo   | Notas               |
| ------ | ---- | -------------------------- | ------- | ------------------- |
| Ouro   | 6    | IRL Bethany Firth          | 1:08.93 | Recorde paralímpico |
| Prata  | 7    | AUS Taylor Corry           | 1:09.46 |                     |
| Bronze | 5    | NED Marlou van der Kulk    | 1:09.50 |                     |
| 4      | 3    | GBR Jessica-Jane Applegate | 1:09.58 |                     |
| 5      | 4    | GBR Chloe Davies           | 1:10.10 |                     |
| 6      | 2    | AUS Kayla Clarke           | 1:11.04 |                     |
| 7      | 1    | GBR Natalie Massey         | 1:12.87 |                     |
| 8      | 8    | HKG Leung Shu Hang         | 1:13.44 |                     |

Legenda
| Recorde mundial      | Recorde mundial (World record)               |                       | Recorde africano                      | Recorde africano (African) |                                           | Q | Classificado por posição (Qualified) |
| Recorde paralímpico  | Recorde paralímpico (Paralympic record)      | Recorde da América    | Recorde da América (Americas)         | q                          | Classificado por melhor tempo (Qualified) |   |                                      |
| Melhor marca do ano  | Melhor marca do ano (World leading)          | Recorde asiático      | Recorde asiático (Asian)              | DNS                        | Não largou (Did not start)                |   |                                      |
| Recorde nacional     | Recorde nacional (National record)           | Recorde europeu       | Recorde europeu (European)            | DNF                        | Não terminou (Did not finish)             |   |                                      |
| Recorde pessoal      | Recorde pessoal do atleta (Personal best)    | Recorde da Oceania    | Recorde da Oceania (Oceania)          | DSQ / DQ                   | Desclassificado (Disqualified)            |   |                                      |
| Recorde da temporada | Recorde da temporada do atleta (Season best) | Recorde sul-americano | Recorde sul-americano (South America) | NM                         | Sem marca (No mark)                       |   |                                      |